# Winnebergsches Palais

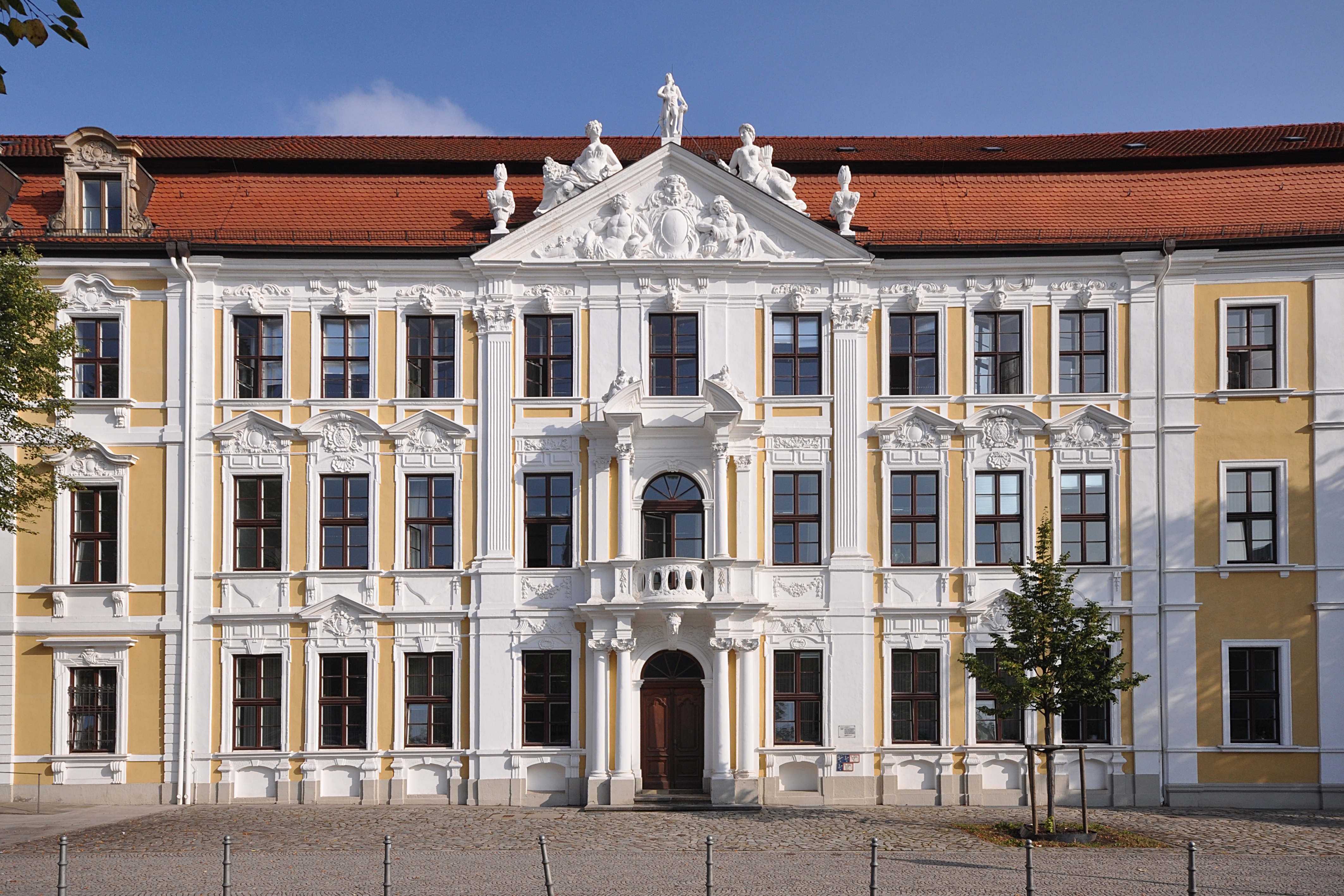
Winnebergsches Palais, 2013

Das Winnebergsche Palais, auch Brunnersches Haus, ist ein denkmalgeschütztes Gebäude in Magdeburg in Sachsen-Anhalt. Es wird vom Landtag von Sachsen-Anhalt genutzt.

## Lage
Das Gebäude befindet sich auf der Nordseite des Domplatzes in der Magdeburger Altstadt an der Adresse Domplatz 7. Östlich grenzt das gleichfalls denkmalgeschützte Haus Domplatz 6, westlich das Reinickesche Palais an. 

## Geschichte

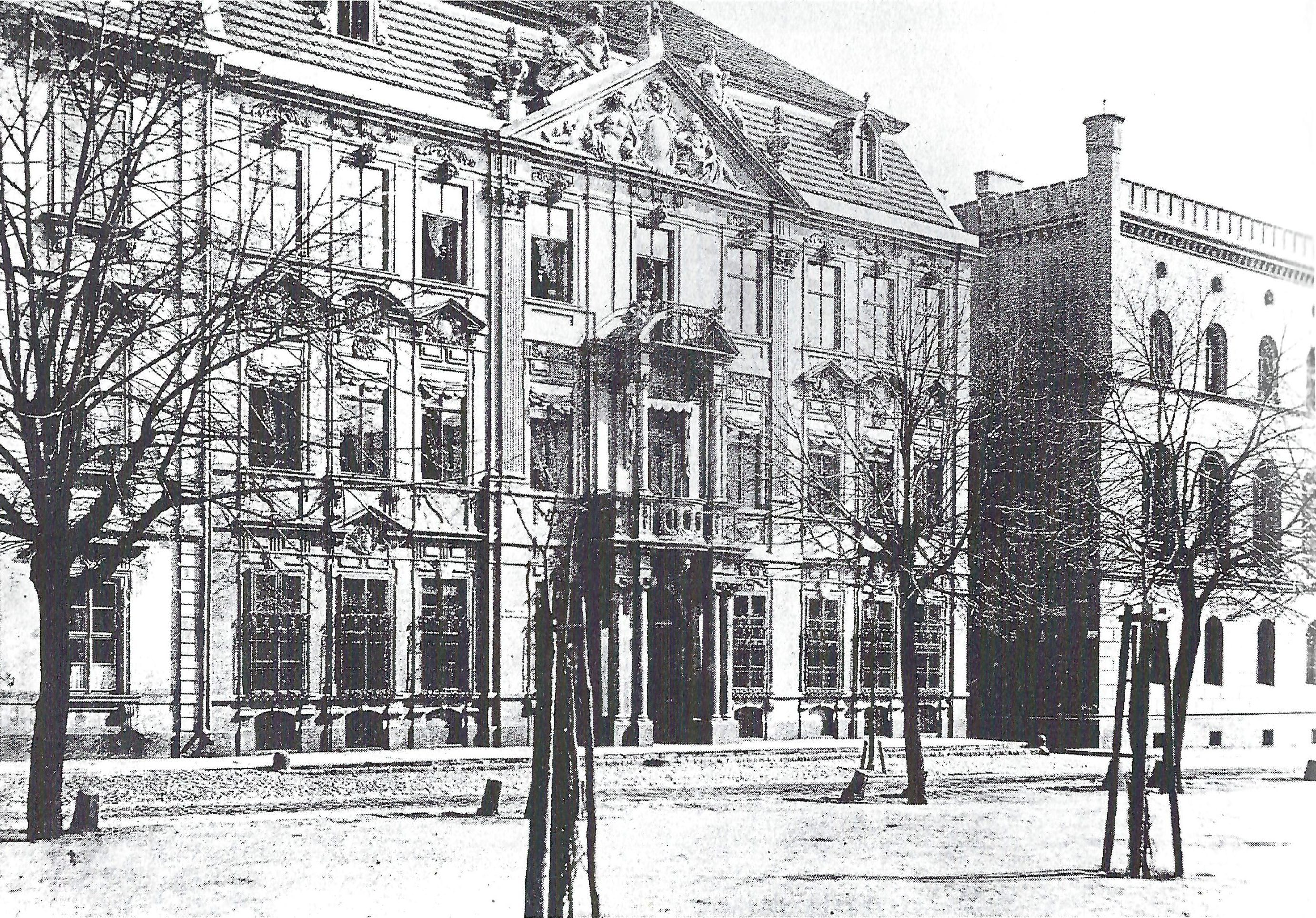
1880er Jahre, rechts der Durchgang zur Kreuzgangstraße

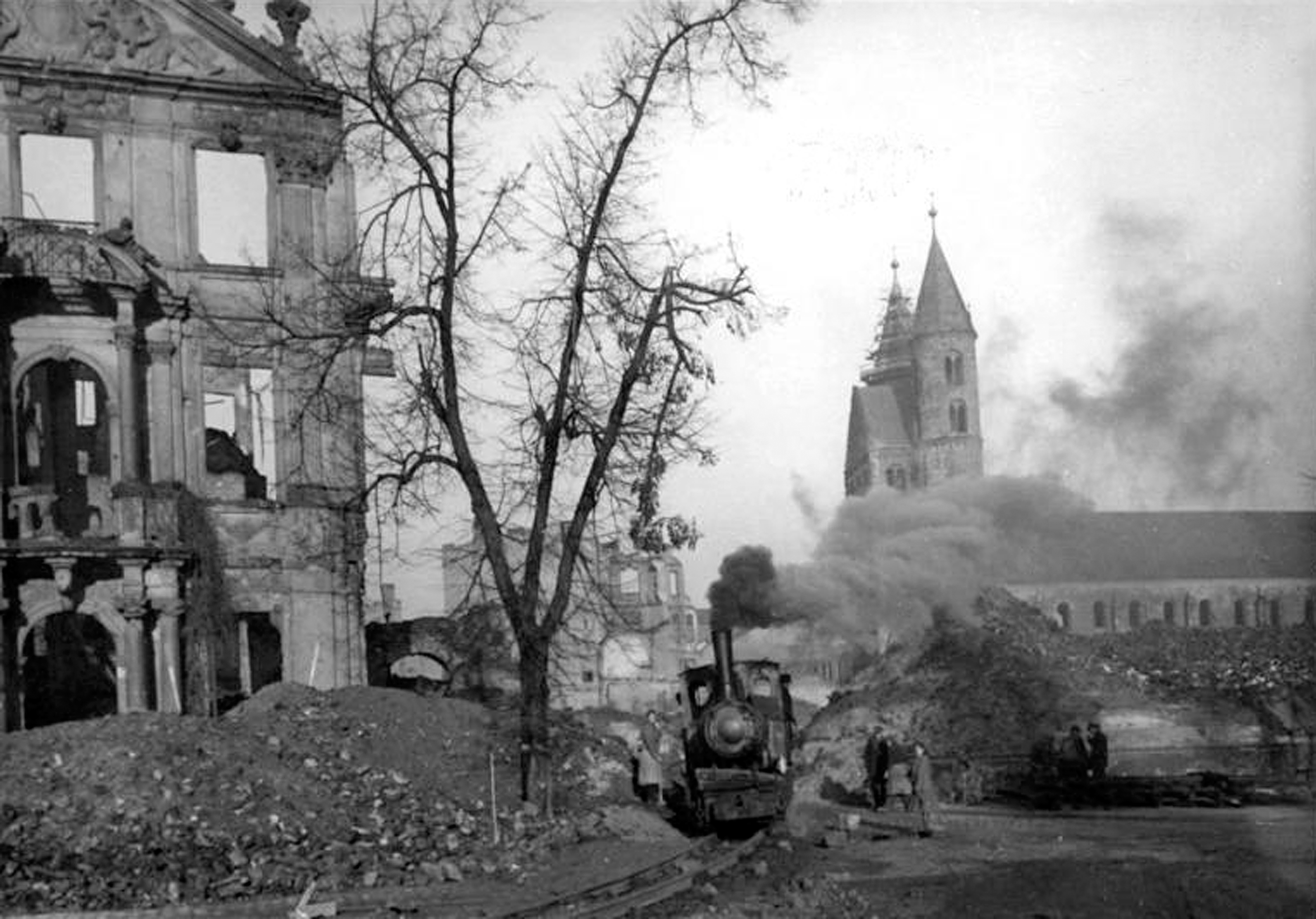
Ruine des Winnebergschen Palais (links), Februar 1950

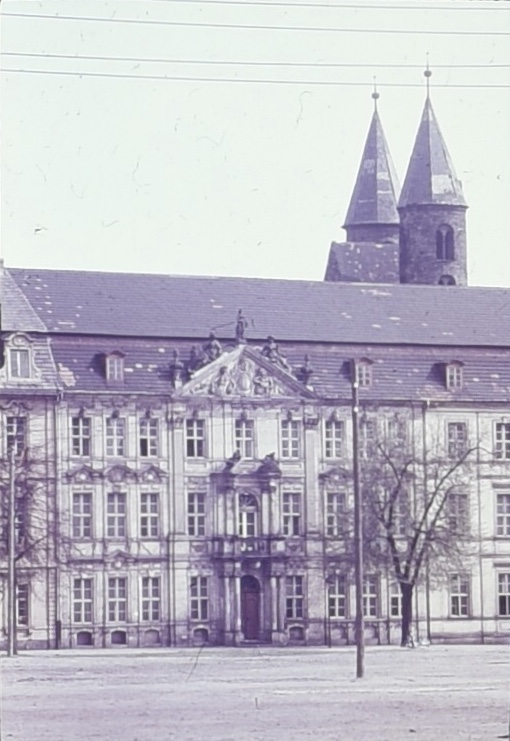
1963

Bis 1723 war das Grundstück unbebaut und gehörte zum Domplatz, der sich an dieser Stelle noch weiter nach Norden bis zur damaligen Kreuzgangstraße erstreckte. Leopold von Dessau ordnete dann die Bebauung des nördlichsten Teils des Domplatzes an. Bauherr des von 1724 bis 1728 als letztes in der Reihe gebauten Hauses war der Weinhändler Johann Christian Winneberg, auch Wunenburg. Er hatte die königliche Erlaubnis im Haus Bier und Wein auszuschenken. Das Haus bildete dann den östlichen Endpunkt der barocken Häuserzeile an der Nordseite des Domplatzes. Östlich des Hauses verlief ein Durchgang vom Domplatz zur damaligen Kreuzgangstraße.
Im Jahr 1735 erwarb Frau Kommerzienrat Kraut für 3200 Taler das Gebäude. In der Zeit um 1760 wurde dann der Weinhändler Johann Matthias Rückert als Eigentümer geführt, dem auch das Rittergut Hohenziatz gehörte. 1784 übernahm Anna Dorothea Rahne, geborene Rückert das Anwesen für 7100 Taler von Rückerts Miterben. Sie verstarb 1793. Ihr Ehemann, Kommerzienrat und Bankier Gottlieb Friedrich Rahne, verkaufte das Haus im gleichen Jahr für 12.000 Taler an den Weinhändler Joachim Matthias Volkmar. Es wurde die Einschränkung vereinbart und auch eingetragen, dass in dem Haus jedoch keine Tabagie eingerichtet werden dürfe.
1843 gehörte es dem Kaufmann und Kommerzienrat Carl Schultze, 1898 Brunner und Sohn.
Während des Zweiten Weltkriegs brannte das Gebäude im Jahr 1944 aus und wurde bis auf die Fassade der linken sechs Fensterachsen weitgehend zerstört. Ab 1953 wurde es wieder aufgebaut. In der Zeit der DDR war es gemeinsam mit dem benachbarten Haus Domplatz 6 Sitz der Ingenieurschule für Wasserwirtschaft. Das neue Gebäude Domplatz 6 wurde, allerdings in Formen des Barocks, unmittelbar an die Ostseite angebaut, so dass der bisherige Durchgang verschwand. 1980 und 1991 fanden Rekonstruktionsarbeiten statt. Das Haus wurde dann Teil des Komplexes des Landtags von Sachsen-Anhalt.

## Architektur

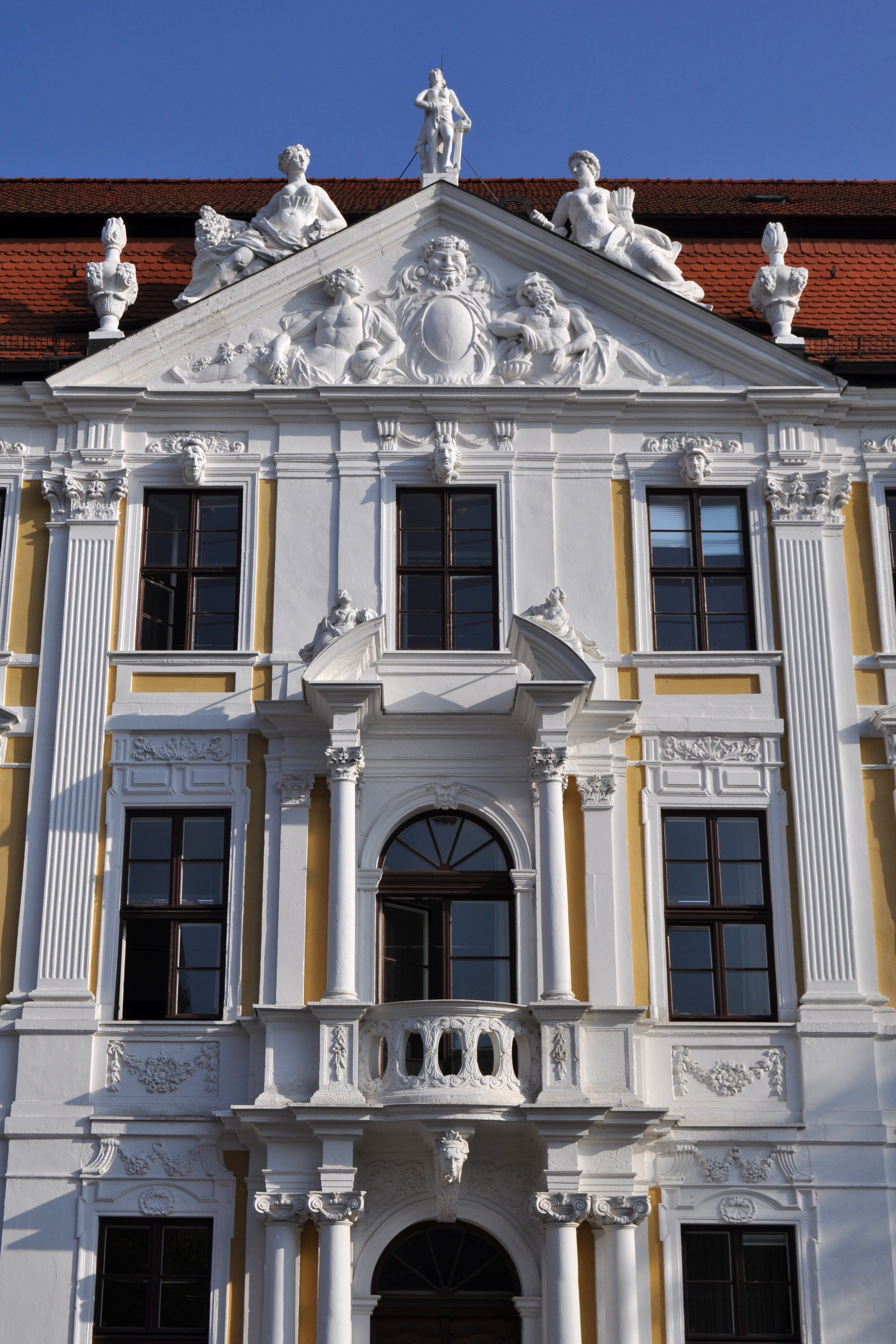
Mittelrisalit

Das dreigeschossige barocke Gebäude verfügt über eine symmetrisch aufgebaute, üppig verzierte, neunachsige Fassade. Die drei mittleren Achsen sind als Scheinrisalit besonders betont, dessen äußere Kanten von doppelten, zum Teil übereinander liegenden, kannelierten Pilastern gebildet werden. Die Abstände der Fensteröffnungen zueinander sind im Mittelteil größer als in den seitlichen Teilen. Bekrönt wird dieser Mittelteil von einem großen Dreiecksgiebel, der reich mit figürlichem Schmuck verziert ist. Auf der Spitze des Giebels steht eine Statuette, auf den Schrägen liegt jeweils eine weibliche Figur, zu deren Füßen eine Vase angeordnet ist. Im Dreieck des Giebels sind zwei Relieffiguren dargestellt. Die liegenden Figuren und die Reliefs stellen die vier Jahreszeiten dar. 
Mittig im Erdgeschoss befindet sich das Eingangsportal mitsamt zweigeschossiger Ädikula, das allerdings derzeit zumeist nicht genutzt wird, da sich der Haupteingang des Landtags im benachbarten Reinickeschen Palais befindet. Das Portal ist beiderseits durch jeweils zwei Säulen flankiert, die einen Balkon tragen, der darüber hinaus auch auf einer Konsole ruht, die in einem Kopf endet. Die Brüstung des kleinen Balkons schwingt vor. Auf ihr stehen zwei Säulen, die einen gebrochenen Segmentgiebel stützen, der den Balkon überspannt. Beiderseits dieses Giebels sind wiederum zwei liegende Figuren angeordnet. Ob dieses zweite Geschoss der Ädikula bauzeitlich ist, wurde angezweifelt. Zumindest bestand es jedoch bereits im 19. Jahrhundert.
Die Fensteröffnungen der Beletage sind links und rechts in den jeweils drei äußeren Achsen mit aufwendig gestalteten Fensterverdachungen in Form von Dreiecks- und Segmentbogengiebeln versehen, unterhalb derer jeweils Kartuschen angeordnet sind. An den anderen Fensteröffnungen finden sich Vestons und Kartuschen. Oberhalb der Fenster des zweiten Obergeschosses befindet sich jeweils mittig ein aus der Fassade herausragender Kopf. Am Erdgeschoss befanden sich zeitweilig schmiedeeiserne Gitter und metallene Jalousieblenden vor den Fenstern.
Bedeckt wird der Bau von einem Mansarddach, das ursprünglich mit zwei Zwerchhäusern versehen war.
Die Gestaltung des Hauses ähnelt der des ganz links in der Häuserreihe befindlichen, etwas eher entstandenen Walraveschen Palais, wobei das Winnebergsches Palais etwas schmaler ist. Die Gebäude stellten so eine Symmetrie vor. Mit dem Anbau von Domplatz 6 wurde die Symmetriewirkung beeinträchtigt.
Im Denkmalverzeichnis des Landes Sachsen-Anhalt ist das Wohnhaus unter der Erfassungsnummer 094 06328 als Baudenkmal verzeichnet.
Die Gestaltung des Portals gilt als bedeutend für die städtische Baugeschichte und erinnert an die des Knautschen Palais und des Portals des Hauses Zum güldenen Kreuz (heute Breiter Weg 193). Die Zweigeschossigkeit des Portalvorbaus ist in der Magdeburger Baugeschichte einmalig. Der obere Teil des Vorbaus erinnert an die Gestaltung am Lilienströmschen Haus. Im Zusammenwirken mit den westlich angrenzenden barocken Häusern entstand eine an einen Palast erinnernde Straßenfront.